# Node 2 (album)
Node 2 is een studioalbum op de muziekgroep Node. Node maakte in 1995 een studioalbum, die goed werd ontvangen binnen de niche van de Berlijnse School voor elektronische muziek. De vier bandleden hadden echter bezigheden “buitenshuis”. Pas in december 2011 werd er een poging gedaan de band weer op te starten. Er was toen een opnamedag beschikbaar (15 december 2011).  Pas in oktober 2012 kon het album in vijf dagen afgemaakt worden. Het album bevat weer elektronische muziek in de trant van Tangerine Dream en Redshift. Daarna gingen de leden opnieuw elk hun weg. Het album verscheen bij het platenlabel DiN, gespecialiseerd in elektronische muziek. Een oplage van 1000 stuks werd aangemaakt. 
Opnamen vonden plaats in de Assault and Battery geluidsstudio in Willesden.

## Musici
De participerende leden in Node waren voor Node 2:
- Dave Bessell – synthesizers, toetsinstrumenten, gitaar
- Ed Buller – synthesizers, sequencer, toetsinstrumenten
- Flood – synthesizers, sequencers, toetsinstrumenten
- Mel Wesson – synthesizers, sequencers, toetsinstrumenten.

## Muziek
| Nr. | Titel                  | Duur  |
| --- | ---------------------- | ----- |
| 1.  | Shinkansen East        | 10:37 |
| 2.  | The traveller          | 8:17  |
| 3.  | Becoming               | 8:32  |
| 4.  | Doppler                | 5:07  |
| 5.  | Marche mécanique       | 8:30  |
| 6.  | Dark beneath the earth | 6:06  |
| 7.  | Shinkansen West        | 11:11 |
| 8.  | No signal              | 6:07  |
| 9.  | Thin air               | 8:38  |